# Ischnus laurae
Ischnus laurae är en stekelart som beskrevs av Henry Keith Townes, Jr. 1962. Ischnus laurae ingår i släktet Ischnus och familjen brokparasitsteklar. Inga underarter finns listade i Catalogue of Life.